# Aránzazu (nombre)
Aránzazu es un nombre propio femenino de origen Vasco en su variante en castellano. Proviene del euskera arantzazu, que significa "Espinoso" (arantza significa "espino"+ el sufijo abundancial tsu) y hace referencia a la existencia de abundantes arbustos espinosos en el lugar de la aparición de la Virgen. También usado como "Aranzazú". Es un nombre vasco, guipuzcoano.

## Santoral
9 de septiembre: Nuestra Señora de Aránzazu, patrona de Guipúzcoa.

## Variantes
- Arancha
- Arantzazu
- Arantxa
- Arantza
- Aranza
- Aranxa

## Lugares
- Aránzazu (Guipúzcoa), origen del nombre
- Aránzazu (Vizcaya)
- Aránzazu (Colombia)
- Avenida Aránzazu, (Valencia (Venezuela))